# Kagerup Station
Kagerup station er en dansk jernbanestation beliggende et par kilometer øst for landsbyen Kagerup i udkanten af Gribskov i Nordsjælland. Stationen er forgreningsstation på Gribskovbanen fra Hillerød mod henholdsvis Gilleleje og Tisvildeleje.
Kagerup station åbnede sammen med Gribskovbanen mellem Hillerød og Græsted 20. januar 1880 (1896 forlænget til Gilleleje). 15. juli 1897 blev banen forgreningsstation, da banen til Helsinge åbnedes (1924 forlænget til Tisvildeleje). Ved siden stationen ligger Kagerup Savværk, som tidligere havde sit eget private sidespor til transport af træ fra banen. Stationen blev vigtigt omstigningssted med linjerne fra Hillerød til både Tisvildeleje og Gilleleje. En lang årrække var den også brevsamlingssted, og den blev derfor, trods sin ensomme beliggenhed, udbygget helt frem til under Anden Verdenskrig. Stationen omfattede oprindeligt en del bygninger, blandt andet også vandtårn og remise.
I mange år blev togene fra Hillerød til Gilleleje og Tisvildeleje og omvendt delt, henholdsvis samlet, på Kagerup station. Denne funktion ophørte imidlertid, da driften på Gribskovbanen omlagdes i begyndelsen af 1990'erne. Personale til både betjening af postekspedition blev nedlagt allerede i 1966.
Stationen har lagt miljø til den danske film Spøgelsestoget fra 1976 med bl.a. Dirch Passer, og fungeret som location i Krummerne fra 1991 med bl.a. Laus Høybye og Jarl Friis-Mikkelsen samt reklamefilmen Bedstefar med Harry og Bahnsen. Stationsbygningen er i dag privatbolig.